# Eugène-Maximilien de Hornes
Pour les articles homonymes, voir Hornes.
Eugène-Maximilien, 1er Prince de Hornes (décédé à Bruxelles le 10 mars 1709), comte et puis prince de Hornes-Baucignies, baron de Boxtel et de Lesdaing, seigneur d'Issche est un militaire originaire des Pays-Bas espagnols.

## Biographie familiale
Il épouse, le 24 février 1661, Marie-Jeanne de Croÿ (1697-1736), fille de Philippe-Emmanuel-Antoine de Croÿ, comte de Solre, et d'Isabelle-Claire de Gand d'Isenghien.
Son fils est Philippe-Emmanuel de Hornes

## Biographie militaire
Il est capitaine d'une compagnie wallonne le 24 mars 1653, capitaine d'une compagnie d'infanterie de 100 hommes le 5 mai 1654, capitaine d'une compagnie d'infanterie de 200 hommes le 24 novembre 1674.
Le roi Charles II d'Espagne le nomme prince le 19 octobre 1677.

## Sources et bibliographie
- FV Goethals, Histoire généalogique de la Maison de Hornes, 1848 (lire en ligne).